# 춘풍 (1935년 영화)
"춘풍"은 한국에서 제작된 박기채 감독의 1935년 영화이다. 이경선 등이 주연으로 출연하였다.

## 출연

### 주연
- 이경선
- 문예봉
- 김일해
- 복혜숙